# ジム・スティール
ジム・スティール（Jim Steele、1967年5月4日 - ）は、アメリカ合衆国のプロレスラー。フロリダ州プラムハーバー出身。本名はジェームス・ローシャ（James Rocha）。

## 来歴
デビュー戦は1991年10月のフロリダ州タンパ。1993年と1994年にはWCWに参戦、WCW世界TV王座に挑戦している（対戦相手はロード・スティーブン・リーガル）。
初来日は1994年11月の全日本プロレスの世界最強タッグ決定リーグ戦（ダニー・スパイビーとのタッグで参加）。当初はジム・スティールのリングネームで参戦していたが、1995年6月からは覆面レスラーとなり、リングネームもザ・ラクロスに変え、パトリオット率いるUS空軍軍団の一員となった。さらに小橋健太、ジョニー・エース、パトリオットが「GET」を結成したときには、スティーブ・ウィリアムス、ゲーリー・オブライトとともに「TOP」を結成して対抗。かつてタッグを組んでいたザ・パトリオットと敵対することとなった。来日当初はジャイアント馬場から「この人、まだ何も分かっていないんじゃないか」、「やられる事について随分脆い（打たれ弱い）」と厳しい評価をされていた。実際、1996年の秋山準とのシングルマッチでは、エルボー・バットで完全に腰砕けになり、そこからのエクスプロイダーで僅か2分弱でフォール負けを喫している。しかしキャリアを重ねるにつれ、次第に恵まれたパワーと跳躍力を活かせるファイトが出来るようになっていった。
1997年の世界最強タッグ決定リーグ戦では再びリングネームを変更。セガのプロレスゲーム『全日本プロレス FEATURING VIRTUA』の発売にあたり、同ゲームにバーチャファイターからゲスト参戦した架空のレスラーウルフ・ホークフィールドに変身、ジョニー・スミスとタッグを組んで参戦する。1994年大会では10組中8位だったが、1997年大会ではハンセン組に勝利し、三沢組とウィリアムス組に引き分ける健闘を見せ、10組中5位となる。さらに1998年1月9日、スミスとのタッグでアジアタッグ王座を奪取。これが日本で唯一の戴冠となった。
2000年の世界最強タッグ決定リーグ戦では再びリングネームをジム・スティールに戻し、マイク・バートンとのタッグで参加。勝ち点10を獲得し、首位の4チームに入るが、優勝決定トーナメントの初戦で川田利明&渕正信組に敗れ、初優勝はならなかった。
2001年に新日本プロレスに初参戦。マイク・バートンとともにG1タッグリーグに参加し、準優勝となる。2002年11月4日からはマイク・バートンとともに新日本プロレスに主戦場を変更し、IWGPタッグ王座にも挑戦した。
2004年にはラブマシンズの一員として覆面レスラーのラブ・マシン・スティールとなり、久々の全日本プロレスマットへの復帰となった。
プエルトリコのWWCでの試合を最後に、2008年引退。

## 得意技
ターボ・ドロップ
ケブラドーラ・コンヒーロの体勢で抱え上げた後、そのまま落とすのではなく肩の上に抱え上げ、自らも旋回しつつ相手を放り投げる。
ターボ・ドロップII
サイドスープレックスをかける体勢から回転しながら肩の上まで持ち上げ、前方に放り投げる。かけられた相手はスティールの目線ほどの高さで水平方向に回転しながらマットに叩きつけられる、非常に見た目の派手な技。
ダイビング・ボディ・プレス
ターボドロップI・IIと並んでフィニッシュに多用されることが多い。フロッグスプラッシュやマッドスプラッシュと違い、空中で体を縮めることなくそのまま放たれるが、飛距離が物凄く長いのが特徴。

## タイトル歴
全日本プロレス
- アジアタッグ王座（パートナーはジョニー・スミス、第63代。2回防衛）

WWC
- プエルトリコヘビー級王座
- TV王座